# Luis Alfredo Herrera Cometta
Luis Alfredo "Gaucho" Herrera Cometta (20 de diciembre de 1946) es un físico relativista venezolano, cuyas investigaciones se han centrado en el estudio de la anisotropía, la termodinámica extendida, soluciones exactas y seminuméricas, soluciones axial simétricas, propuestas alternativas para la detección de radiación gravitacional mediante giróscopos y más recientemente sobre la relevancia de la superenergía y el súper-Poynting en Relatividad General. Herrera es Profesor Titular Emérito de la Escuela de Física en la Universidad Central de Venezuela y actualmente es Profesor Visitante del Departamento de Física e Historia de la Ciencia en la Universidad del País Vasco.

## Carrera
Formado desde muy joven en la Unión Soviética (Universidad Rusa de la Amistad de los Pueblos, Moscú), realiza sus estudios doctorales en Francia (Instituto Henri Poincaré, París) bajo la dirección de Achille Papapetrou. Regresa a Caracas en 1972 y desde entonces inicia una prolífica carrera con sus estudiantes y colaboradores. Es uno de los fundadores del Seminario de Relatividad y Campos en la Universidad Simón Bolívar. Forma a través de los años, desde el pregrado hasta el postgrado, a una veintena de relativistas. Mantiene contacto e intercambio con la comunidad relativista mundial, en particular con la iberoamericana y en especial con la inglesa a través de Bill Bonnor y Hermann Bondi.

## Premios
Ha sido galardonado con:
- Premio Lorenzo Mendoza Fleury, Fundación Polar, Venezuela (1985)
- Premio Nacional de Ciencia, CONICIT, Venezuela (1997)
- Premio Fundación Juan Alberto Olivares, Academia de Ciencias Físicas, Matemáticas y Naturales, Venezuela (2004)

## Logros científicos
Luis Herrera es considerado una autoridad en los efectos anisótropos sobre el colapso gravitacional; es pionero en el estudio de Herencia de Simetrías en Relatividad General y en la aplicación de la Termodinámica Extendida a escenarios astrofísicos. Herrera ha sido el líder en el desarrollo del método seminumérico conocido como HJR, posteriormente interpretado como la aproximación Post-Cuasi-Estática (Post-HJR) con una amplia gama de aplicaciones en la astrofísica relativista y básicamente en el contexto esférico. Recientemente (2011) ganó una Mención Honorífica por su ensayo sobre el significado de la covariancia y la relevancia de los observadores en Relatividad General.